# Керци
Керци́ (арм. Քերծի) — армянский военный коллективный мужской танец. Относится к виду Пайланджо (то есть пляскам пайлеванов), отчего танец также иногда называют Пайланджо (арм. Փայլանջո). Регионы, где был распространён данный танец, — Тимар, Айоц-Дзор (Васпуракан), Муш, Хлат, Хнус.

## Исполнение
Танец воспроизводит охоту, так как ряды танцоров по очереди нападают друг на друга, как зверь на добычу, поочерёдно меняясь ролями, имитируя жизненный цикл.
Танцоры выстраиваются в два ряда, по ходу танца ряды могут смыкаться в один общий. Хват ладонями, скрещенный. Обычно количество человек в ряду не превышает 6-8, в противном случае есть риск расцепления ряда.
Как отмечает Србуи Лисициан, иногда, в виде исключения, к мужчинам присоединяются и женщины. Они встают в ряд через раз. Иногда во время танца мужчины отделяются от женщин, танцуя свою уникальную часть, а затем снова воссоединяются. В начале XX века танец исполнялся уже не только пайлеванами, а всеми, кто пожелает, в любое время и без привязки к какому-либо обряду или празднику.
Согласно профессору Т. С. Ткаченко, в рисунке и исполнении танца превосходно отразились боевой дух и строевые правила армянских воинов.

## Керци как элемент армянского танца
Т. С. Ткаченко, помимо описания самого танца Керци, также приводит два одноимённых движения в качестве характерных элементов армянского народного танца.
- «Керци» — винтообразное движение (музыкальный размер: 2/4)
- «Керци» с прыжком (музыкальный размер: 6/8)

### Комментарии
1. ↑  Пайлеваны — силачи, кулачные борцы, богатыри-воины, канатные плясуны.
2. ↑  Пляска была записана этнографом Србуи Лисициан от уроженца Ванской области Мовсэса Тэр-Ованнисяна, показавшего ей танец.